# 2142 Landau
2142 Landau (1972 GA) là một tiểu hành tinh vành đai chính được phát hiện ngày 3 tháng 4 năm 1972 bởi L. I. Chernykh ở Đài vật lý thiên văn Crimean. Nó được đặt theo tên Soviet physicist Lev Landau.